# Hrabstwo Elgin
Hrabstwo Elgin (ang. Elgin County) – jednostka administracyjna kanadyjskiej prowincji Ontario leżąca na południu prowincji.
Hrabstwo ma 85 351 mieszkańców. Język angielski jest językiem ojczystym dla 84,6%, francuski dla 0,9% mieszkańców (2006).
W skład hrabstwa wchodzą:
- miasto (town) Aylmer
- gmina Bayham
- gmina Central Elgin
- gmina Dutton-Dunwich
- kanton Malahide
- kanton Southwold
- gmina West Elgin

Na potrzeby statystyk miasto (city) St. Thomas wliczane jest do hrabstwa Elgin, nie jest jednak przez nie zarządzane.